# David Miranda
David Miranda, all'anagrafe David Michael dos Santos Miranda (Rio de Janeiro, 10 maggio 1985 – Rio de Janeiro, 9 maggio 2023), è stato un politico, attivista e giornalista brasiliano.
Fu il primo deputato federale dello stato di Rio de Janeiro apertamente omosessuale.

## Biografia
Miranda nacque a Jacarezinho, un sobborgo di Rio de Janeiro. Sua madre morì quando lui aveva cinque anni. Non conobbe mai il padre. Visse infanzia e adolescenza prevalentemente con la zia, che doveva badare anche ai suoi cinque figli. Dall'età di 9 anni svolse diverse occupazioni, per mantenersi agli studi: cassiere, impiegato, fattorino, corriere e operatore di telemarketing.
Dopo aver completato gli studi, Miranda volle impegnarsi nell'attivismo per i diritti delle persone LGBTQ+ e si accostò alla politica attiva. Alla fine del 2016, con 7012 voti, diventò il primo omosessuale dichiarato ad essere eletto nel Consiglio comunale di Rio de Janeiro, nelle file del PSOL: entrò in carica 1º gennaio 2017 e vi rimase fino al 31 gennaio 2019. In quel periodo portò avanti con successo alcune lotte in favore delle persone transessuali. Nelle elezioni del 2019, in un primo tempo non fu riconfermato ma poté poi accedere nuovamente alla carica avendo sostituito Jean Wyllys, anch'egli omosessuale, che si era trasferito a Barcellona a causa delle minacce di morte. Nel Parlamento federale si batté per assicurare protezione alle persone LGBTQ+ particolarmente esposte alla violenza. Nel 2022 passò al PDT. Si oppose sempre tenacemente all'estrema destra di Jair Bolsonaro. 
Miranda morì 2023, alla vigilia del suo 38º compleanno, per una gravissima infezione gastrointestinale convertitasi in setticemia: da nove mesi si trovava ricoverato nell'unità di terapia intensiva della Clínica São Vicente di Gávea. Dopo essere stato esposto nel municipio di Rio de Janeiro, fu cremato nel Jardim da Saudade a Sulacap.

## Vita privata
Nel 2005, sulla spiaggia di Ipanema, popolare tra gli omosessuali, Miranda conobbe lo statunitense Glenn Greenwald, che aveva appena lasciato il proprio studio legale per diventare giornalista. In breve tempo formarono una coppia e si sposarono, scegliendo quindi di vivere a Rio de Janeiro. Col suo sostegno economico, Greenwald permise a Miranda di frequentare la Escola Superior de Propaganda e Marketing. Nel 2017 Miranda e Greenwald adottarono una coppia di fratellini, e nel 2021 un altro bambino.